# Andrzej Ryk
Andrzej Ryk – polski pedagog, dr hab. nauk społecznych.

## Życiorys
W 1996 ukończył studia pedagogiczne w Wyższej Szkole Pedagogicznej im. Komisji Edukacji Narodowej w Krakowie, natomiast w 2000 ukończył studia teologiczne na Papieskiej Akademii Teologicznej w Krakowie.
26 kwietnia 2002 obronił pracę doktorską Wartości i perspektywy życiowe młodzieży polskiej i włoskiej. Studium porównawcze, otrzymując doktorat, a 23 października 2013 habilitował się na podstawie oceny dorobku naukowego i pracy zatytułowanej W poszukiwaniu pedagogicznego arche. Zarys systemów pedagogicznych.
Objął funkcję profesora nadzwyczajnego i dyrektora w Instytucie Nauk o Wychowaniu na Wydziale Pedagogicznym Uniwersytetu Pedagogicznego im. KEN w Krakowie.